# 홍윤상
홍윤상(洪胤相, 2002년 3월 19일 ~ )는 대한민국의 축구 선수이다. 포지션은 왼쪽 윙어, 오른쪽 윙어이다. 현재 포항 스틸러스 소속이다.

## 클럽 경력
홍윤상은 2021시즌을 앞두고 포항 스틸러스에 입단하며 커리어를 시작했다. 포항 입단 직후 독일 분데스리가의 VfL 볼프스부르크로 임대 이적했다.
2023 시즌 여름 이적시장을 통해 포항 스틸러스에 입단하면서 복귀했다.

## 수상 내역

### 클럽

#### 포항 스틸러스
- 코리아컵 우승 2회 (2023년, 2024년)

### 개인
- 2014년 전국 초등 리그 상반기 최우수 선수상 (경북 권역)
- 2014년 화랑대기 전국 유소년 축구 대회 최우수선수상
- 2015년 제27회 차범근 축구대상 수상